# Maison à vendre
Pour l’article homonyme, voir Maison à vendre (opéra).
Maison à vendre est une émission de télévision française, présentée par Stéphane Plaza et diffusée sur M6 de décembre 2007 à février 2025 et rediffusée sur Téva. Stéphane Plaza et les décoratrices d'intérieur Sophie Ferjani, Aurélie Hemar (jusqu'à 2014), Emmanuelle Rivassoux (de 2014 à 2023) et Carole Carat (depuis 2021), aident des propriétaires à vendre leur bien en le rendant plus attractif par le biais de la valorisation immobilière.
L'émission est arrêtée en même temps que les autres émissions présentées par Stéphane Plaza à la suite de sa condamnation en février 2025, les tournages ayant été interrompu avant.

## Déroulement de l'émission
L'émission se déroule toujours en trois étapes :
- L'état des lieux (découverte du bien avec critiques positives et négatives pour la vente et étude de marché pour trouver le bon prix de présentation) ;
- Les travaux de décoration et parfois d'équipement, des conseils et astuces sont données ;
- Les visites des acheteurs potentiels.

L'émission se conclut souvent par l'annonce d'une offre d'achat pour le bien mis en vente.
Il arrive que Stéphane Plaza aide des personnes de Maison à vendre dans son autre émission Recherche appartement ou maison.

## Animateur et animatrices
Présentateur / Agent immobilier :
- Stéphane Plaza (2007 - 2025)

Décoratrices / Architectes d'intérieur :
- Sophie Ferjani (depuis 2007)
- Carole Carat (depuis 2021; ancienne participante à l'émission Recherche appartement ou maison)[3]
- Aurélie Hemar (2007 à 2014, depuis 2023)[4]
- Emmanuelle Rivassoux (2014 à 2023)[5]
- Jessica Venancio (depuis 2023)[6]

Participants notables :
- Christiane Plaza (mère de Stéphane Plaza)
- Cyril Hanouna lors de l’émission du 10 avril 2018.
- Manon Azem

## Logotypes

Logo de l'émission de décembre 2007 à avril 2016.
Logo de l'émission d'avril 2016 à octobre 2020.
Logo de l'émission depuis janvier 2021.